# Кристијан Панучи
Кристијан Панучи (итал. Christian Panucci; Савона, 12. април 1973) је бивши италијански фудбалер, а садашњи фудбалски тренер.

## Клупска каријера
Панучи је каријеру започео у јуниорима Ђенове, а 1991. је уведен у сениорски тим. Већ у јулу 1993, га у 20 години доводи Милан. Као играч Милана, Панучи је 1994. освојио четвороструку круну (скудето, Лигу шампиона и италијански и европски Суперкуп). Иако је његова позиција на десном беку, у финалу Лиге шампиона је играо на левој страни демонстрирајући одличну игру и на тој позицији. Упркос огромном успеху који је остварио те сезоне, тадашњи италијански селектор Ариго Саки није уврстио Панучија на списак репрезентативаца за предстојеће Светско првенство у САД.
Следеће сезоне (1994/95) постао је стандардан у Милану за који је одиграо 28 од 34 утакмица Серије А. Тада је клуб био други у првенству (иза Јувентуса) док је у финалу Лиге шампиона изгубио од холандског Ајакса. У наредној сезони Панучи је био један од најбољих одбрамбених играча а клуб је имао једну од најбољих одбрана коју су осим њега чинили и Франко Барези, Паоло Малдини и Алесандро Костакурта. У то време је настало Босманово правило које је многим играчима отворило нове могућности. Један од њих био је и Панучи који је 1996. отишао у мадридски Реал. Тамо се придружио Фабију Капелу који га је тренирао управо у Милану.
Доласком у Реал Мадрид, Панучи је постао први Италијан који је заиграо у Шпанији. И у новом клубу је показао играчки квалитет и био на стандардној позицији десног бека док се на левој страни налазио Роберто Карлос. Током прве сезоне у клубу, Панучи је освојио национално првенство и шпански Суперкуп а наредне сезоне Лигу шампиона и Интерконтинентални куп. Такође, то је било раздобље у којем је Реал често мењао тренере тако да су мадридску екипу у кратком периоду водили Капело, Јуп Хајнкес, Гус Хидинк и Џон Тошак. И тада (као и пре четири године) Панучи поново није уврштен на списак италијанских репрезентативаца за Светско првенство 1998. иако је имао успешне резултате са клубом.
1999. године се враћа у домовину где потписује за Интер. Током двогодишњег уговорног периода клуб га је слао на позајмице у Челси и Монако. После тога је осам година играо за Рому и био кључни играч и вођа екипе. Са клубом је освојио 2 италијанска купа и Суперкуп а напустио га је 2009. након што је изгубио место у првој екипи.
30. јула 2009. потписао је једногодишњи уговор са Пармом за коју је одиграо 19 првенствених утакмица и постигао један гол у сусрету против Болоње. 23. фебруара 2010. је са клубом раскинуо уговор уз обострани пристанак док је 22. августа исте године објавио прекид играчке каријере. Тада је изјавио: „Имам још понуда али једноставно више не осећам глад за игром“.

## Репрезентативна каријера
Панучи је најпре наступао за младу репрезентацију са којом је 1994. и 1996. био европски јуниорски првак. За сениорску репрезентацију је дебитовао у септембру 1994. у квалификационој утакмици против Словеније за ЕУРО 1996.. Док је био на врхунцу каријере , Панучи је неправедно изостављан из репрезентације (Светска првенства 1994. и 1998).
За репрезентацију је наступао на Светском првенству 2002. и ЕУРУ 2004. након чега је имао трогодишњи пост. Разлог томе био је селектор Марчело Липи који га је игнорисао па није стављен на списак за Мундијал 2006. у Немачкој. Доласком Роберта Донадонија на селекторску клупу, Панучи је поново уведен у репрезентацију. Тада је играо у квалификацијама за ЕУРО 2008. против Грузије, Шкотске и Фарских острва. На утакмици против Грузије Панучи није крио одушевљење, будући да му је то била јубиларна педесета утакмица у репрезентативном дресу. Будући да се утакмица играла у Ђенови, играч је изјавио: „За мене је веома емотиван осећај што играм на травњаку на ком сам одрастао. Никад нећу заборавити овације које сам овде добио“.
Донадони га је ставио на списак играча за ЕУРО 2008. где је постигао гол на мечу против Румуније чиме је постао најстарији играч који је дао гол на турниру. Утакмица четвртфинала против Шпаније где је Италија изгубила на једанаестерце била је за Панучија уједно и последња у репрезентативном дресу.

## Статистика каријере

### Голови за репрезентацију
| #  | Датум              | Место             | Противник | Гол | Резултат | Такмичење                                 |
| -- | ------------------ | ----------------- | --------- | --- | -------- | ----------------------------------------- |
| 1. | 8. октобар 1994.   | Талин, Естонија   | Естонија  | 2-0 | победа   | Квалификације за Европско првенство 1996. |
| 2. | 17. април 2002.    | Милан, Италија    | Уругвај   | 1-1 | реми     | Пријатељска                               |
| 3. | 17. новембар 2007. | Глазгов, Шкотска  | Шкотска   | 2-1 | победа   | Квалификације за Европско првенство 2008. |
| 4. | 13. јун 2008.      | Цирих, Швајцарска | Румунија  | 1-1 | реми     | Европско првенство 2008.                  |

## Трофеји

### Милан
- Првенство Италије (2) : 1993/94, 1995/96.
- Суперкуп Италије (2) : 1993, 1994.
- Лига шампиона (1) : 1993/94.
- Суперкуп Европе (1) : 1994.

### Реал Мадрид
- Првенство Шпаније (1) : 1996/97.
- Суперкуп Шпаније (1) : 1997.
- Лига шампиона (1) : 1997/98.
- Интерконтинентални куп (1) : 1998.

### Челси
- Суперкуп Енглеске (1) : 2000.

### Рома
- Куп Италије (2) : 2006/07, 2007/08.
- Суперкуп Италије (1) : 2007.

### Италија до 21
- Европско првенство (2) : 1994, 1996.

## Тренерска каријера
Након завршетка играчке каријере био је коментатор на ТВ каналу СКАЈ Италија. Панучи се 23. јула 2012. придружио бившем италијанском селектору Фабију Капелу у стручном штабу руске репрезентације.

## Занимљивости
Панучи је био капитен италијанске младе репрезентације која је наступила на Олимпијади у Атланти 1996. године. Међутим, после повреде одлучио је да се врати у Италију. Првобитно је требало да иде летом из Њујорка преко Париза за Рим. Међутим Панучи је пропустио тај лет будући да му је пртљаг загубљен у Атланти. Због тога је касније директним летом Алиталије одлетео за Милано док се Боинг 747 из првобитног лета срушио у Атлантски океан у близини обала Њујорка при чему је погинуло свих 230 путника.